# Leandro Machado
Leandro Machado (sinh ngày 15 tháng 7 năm 1963) là một huấn luyện viên và cựu cầu thủ bóng đá người Brasil.

## Sự nghiệp Huấn luyện viên
Leandro Machado đã dẫn dắt Tokyo Verdy, Caxias, Criciúma, Náutico, Chapecoense và Joinville.